# Guardià de les Corts
El Guardià és la bèstia de foc del barri de les Corts i representa un drac d'inspiració gaudiniana. En van impulsar la construcció els quatre grups de foc i percussió que hi ha al barri: la colla de diables els Bocs de Can Rosés, els Diables de les Corts, La Repúbli-k de l'Avern i els Diables i Timbalers d'Ítaca. Va ser construït entre el 2008 i el 2009 per un grup d'estudiants de la Facultat de Belles Arts de la Universitat de Barcelona a partir d'un disseny de Pau Cohí, membre dels Diables de les Corts.
És el primer drac construït íntegrament amb metall forjat i té un seguit d'engranatges que li donen mobilitat. La seva estructura és totalment metàl·lica, llevat del cap, que és fet de fibres sintètiques. El Guardià és una rèplica mòbil d'un drac molt famós d'Antoni Gaudí situat a la reixa d'entrada dels Pavellons Güell, al districte de les Corts. L'anomenada Porta del Drac és una gran escultura de ferro forjat, on apareix un drac amb ales de ratpenat, cos amb escates, boca oberta i llengua sinuosa.